# Trừ tà

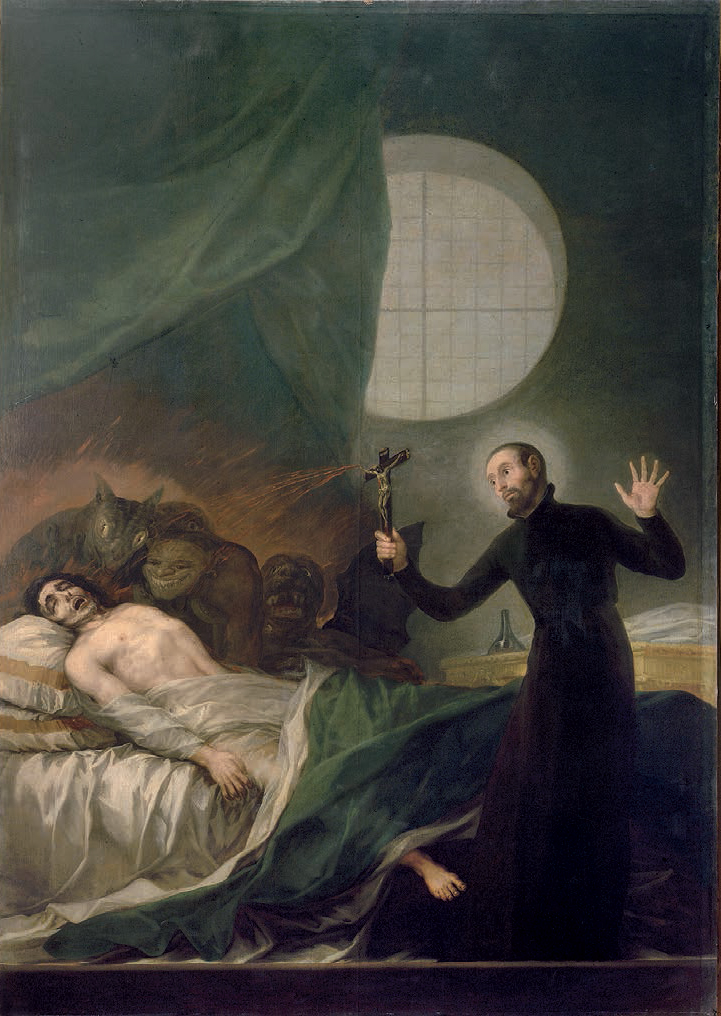
Tranh vẽ của Goya: Saint Francis Borgia thực hiện nghi thức trừ tà,

Trừ tà, trục vong hay trừ quỷ là việc thực hành tôn giáo hoặc tâm linh nhằm xua đuổi ác quỷ, thanh trừng hoặc giải phóng các thực thể tâm linh khác ra khỏi một người hoặc một khu vực, những người này được tin là bị nhập hồn. Tùy thuộc vào niềm tin tinh thần của người trừ tà, điều này có thể được thực hiện bằng cách làm cho thực thể nói lời thề, thực hiện một nghi thức phức tạp, hoặc chỉ đơn giản bằng cách ra lệnh cho ma quỷ đi khỏi với việc nhắc đến tên của một vị thần có quyền lực cao hơn. Việc này có nguồn gốc cổ xưa và là một phần của hệ thống tín ngưỡng của nhiều nền văn hoá và tôn giáo.
Các yêu cầu và thực hành phép trừ tà đã bắt đầu suy giảm ở Hoa Kỳ vào thế kỷ 18 và hiếm khi xảy ra cho đến nửa sau của thế kỷ 20 khi có sự gia tăng mạnh mẽ việc này do sự chú ý của các phương tiện truyền thông tăng mạnh khi có việc trừ tà diễn ra. Đã có "sự gia tăng 50% số lượng các phép trừ tà được thực hiện giữa những năm đầu 1960 cho tới giữa những năm 1970".